# João Gilberto (album, 1961)
Albums de João Gilberto
Saudade da Bahia/Bolinha de papel
(1961) Getz/Gilberto
(1964)
Singles
1. Saudade da Bahia/Bolinha de papel (78T)
Sortie : 1961

Paru en 1961 chez Odeon, João Gilberto est le troisième 33T de João Gilberto. Il est régulièrement cité, au côté de Chega de saudade et de O amor, o sorriso e a flor, comme étant l'un des albums musicaux brésiliens les plus importants pour la musique brésilienne et le jazz. Il regroupe à nouveau des compositions d'Antônio Carlos Jobim, de Vinícius de Moraes, de Carlos Lyra et de Dorival Caymmi.

## Historique
La genèse du troisième album mythique de João Gilberto commence dès avril 1960. En raison du succès fulgurant de son second album, un projet de troisième album est rapidement mis sur la table par Aloysio de Oliveira, alors directeur artistique pour la maison de production de disques Odeon. Ce dernier souhaite que João Gilberto enregistre dès la fin de l'année un nouvel album afin de pouvoir sortir un 45T ou un 78T publicitaire, pour "séduire le public". Mais rien ne se passe comme prévu: d'une part, João Gilberto part en tournée au Brésil, en Amérique latine et en Europe; quant à Antônio Carlos Jobim, le compositeur a d'autres projets. Finalement, l'enregistrement du disque publicitaire ne débute pas avant mars 1961 et durera deux jours, pour seulement quatre pistes enregistrées. Parmi celles-ci, Saudade da Bahia et Bolinha de papel sont choisies par Aloysio de Oliveira pour être éditées sous la forme d'un 78T de deux titres. Ce sera d'ailleurs le dernier 78T de João Gilberto.
En dépit des précautions d'Antônio Carlos Jobim et des techniciens de studio, des complications ne tardent pas à apparaître entre João Gilberto et ses musiciens. Dans un premier temps, l'artiste bahianais demande à Walter Wanderley de reproduire à l'orgue le son d'une sirène de bateau pour l'introduction du titre O barquinho. Walter Wanderley n'arrivant pas à trouver la tonalité exacte voulue par João Gilberto ce dernier tente vocalement la démonstration de l'effet recherché, ce qui aura le don d'éreinter le musicien brésilien. Puis João Gilberto insiste sur la présence du trompettiste du groupe Anjos do Inferno, lequel ne se trouvait pas forcément à Rio de Janeiro. En septembre, Aloysio de Oliveira quitte son poste de directeur artistique chez Odeon, ce qui ralentit pendant un temps le rythme de travail de la plupart des artistes. En outre, les relations entre João Gilberto et Antônio Carlos Jobim deviennent de plus en plus orageuses: ayant souffert pendant l'enregistrement des deux derniers 33T, Antônio Carlos Jobim ne comptait pas participer aux arrangements musicaux de ce troisième opus, d'où la présence en studio de Walter Wanderley.
Avec la prise de contrôle par Ismaël Corrêa de la direction artistique de la maison de disques Odeon en avril 1961, celui-ci accorde carte blanche à João Gilberto pour l'enregistrement de son album. Walter Wanderley quittera aussitôt le navire mais il faudra beaucoup de persuasion pour qu'Antônio Carlos Jobim accepte finalement de rejoindre en août les studios d'enregistrement, au côté de son ami João Gilberto. Jusqu'à la fin du mois de septembre le duo Jobim/Gilberto travaillera d'arrache-pied pour trouver le moyen de reproduire le son de bateau souhaité par l'artiste bahianais et pour simplifier au maximum les arrangements initialement prévus par Walter Wanderley et qui déplaisaient à João Gilberto. Finalement sorti en octobre 1961, ce troisième disque devient rapidement un succès commercial et un soulagement pour Ismaël Corrêa et les musiciens de João Gilberto.
Une édition américaine paraît en 1962 sous le titre The Boss of the Bossa Nova (Atlantic, 33T). Cette édition conserve l'ordre d'apparition des chansons mais a pour particularité de contenir une version inédite de la chanson Este seu olhar.

## Liste des pistes
| N° | Titre                     | Auteurs                                  | Durée |
| -- | ------------------------- | ---------------------------------------- | ----- |
| A1 | Samba da minha terra      | Dorival Caymmi                           | 2:19  |
| A2 | O barquinho               | Roberto Menescal, Ronaldo Bôscoli        | 2:28  |
| A3 | Bolinha de papel          | Geraldo Pereira                          | 1:15  |
| A4 | Saudade da Bahia          | Dorival Caymmi                           | 2:16  |
| A5 | A primeira vez            | Bide, Marçal                             | 1:50  |
| A6 | O amor em paz             | Antônio Carlos Jobim, Vinícius de Moraes | 2:19  |
| B1 | Você e eu                 | Carlos Lyra, Vinícius de Moraes          | 2:28  |
| B2 | Trem de ferro (Trenzinho) | Lauro Maia                               | 1:48  |
| B3 | Coisa mais linda          | Carlos Lyra, Vinícius de Moraes          | 2:48  |
| B4 | Presente de natal         | Nelcy Noronha                            | 1:50  |
| B5 | Insensatez                | Antônio Carlos Jobim, Vinícius de Moraes | 2:22  |
| B6 | Este seu olhar            | Antônio Carlos Jobim                     | 2:11  |

## Réédition de 2011
Avec l'entrée du disque dans le domaine public, une multitude de rééditions en CD et en vinyle voient le jour au début des années 2010. João Gilberto est le troisième disque à être remastérisé en CD par le label britannique Cherry Red Records (aussi connu sous le nom El Records) en 2011. Cette réédition reprend l'ordre de succession des chansons du 33T et inclut, en bonus, des versions rarissimes de ces chansons interprétées par d'autres chanteurs brésiliens de renom dont Carlos Lyra et Walter Wanderley.
| N°  | Titre                       | Artiste                      | Durée |
| --- | --------------------------- | ---------------------------- | ----- |
| 1.  | Samba da minha terra        | João Gilberto                | 2:19  |
| 2.  | O barquinho                 | João Gilberto                | 2:28  |
| 3.  | Bolinha de papel            | João Gilberto                | 1:15  |
| 4.  | Saudade da Bahia            | João Gilberto                | 2:16  |
| 5.  | A primeira vez              | João Gilberto                | 1:50  |
| 6.  | O amor em paz               | João Gilberto                | 2:19  |
| 7.  | Você e eu                   | João Gilberto                | 2:28  |
| 8.  | Trem de ferro (Trenzinho)   | João Gilberto                | 1:48  |
| 9.  | Coisa mais linda            | João Gilberto                | 2:48  |
| 10. | Presente de natal           | João Gilberto                | 1:50  |
| 11. | Insensatez                  | João Gilberto                | 2:22  |
| 12. | Este seu olhar              | João Gilberto                | 2:11  |
| 13. | O barquinho                 | Maysa                        | 1:50  |
| 14. | Você e eu                   | Maysa                        | 2:13  |
| 15. | Bim Bom                     | Oscar Castro-Neves           | 1:57  |
| 16. | Meditação                   | Oscar Castro-Neves           | 2:13  |
| 17. | Só em teus braços           | Oscar Castro-Neves           | 1:38  |
| 18. | O samba da minha terra      | Lúcio Alves                  | 1:58  |
| 19. | 'Samba de uma nota só       | Leny Andrade                 | 1:57  |
| 20. | O barquinho                 | Agostinho dos Santos         | 1:33  |
| 21. | O barquinho                 | Walter Wanderley             | 1:38  |
| 22. | O samba da minha terra      | Walter Wanderley             | 4:02  |
| 23. | Saudade da Bahia            | Walter Wanderley             | 2:02  |
| 24. | Aos pés da Santa Cruz       | Walter Wanderley             | 2:33  |
| 25. | Coisa mais linda            | Carlos Lyra                  | 4:44  |
| 26. | Você e eu                   | Carlos Lyra                  | 4:44  |
| 27. | Manhã de carnaval           | Sylvia Telles, Barney Kessel | 1:49  |
| 28. | Quiet nights of quiet stars | Jon Hendricks                | 4:44  |
| 29. | You and I                   | Jon Hendricks                | 1:14  |
| 30. | Love and Peace              | Jon Hendricks                | 1:56  |
| 31. | Longing for Bahia           | Jon Hendricks                | 2:22  |
| 32. | Little Train of Iron        | Jon Hendricks                | 2:22  |
| 33. | No More Blues               | Jon Hendricks                | 2:05  |
| 34. | The Duck                    | Jon Hendricks                | 2:02  |
| 35. | Once Again                  | Jon Hendricks                | 1:45  |